# Fraxinus rufescens
Fraxinus rufescens — вид квіткових рослин з родини маслинових (Oleaceae).

## Поширення
Зростає в Північній Америці: Мексика (Веракрус, Дуранго, Гуанахуато, Ідальго, Керетаро, Сан-Луїс-Потосі).
Це дерево зустрічається на переході між помірними та тропічними лісами та в ксерофітних чагарниках.

## Використання
Немає інформації про використання або торгівлю цим видом.